# Longueville (Lot-et-Garonne)
Longueville ist eine französische Gemeinde mit 375 Einwohnern (Stand 1. Januar 2022) im Département Lot-et-Garonne in der Region Nouvelle-Aquitaine.

## Geografie
Longueville liegt etwa fünf Kilometer südöstlich von Marmande an der Départementsstraße D 813.

## Bevölkerungsentwicklung
| Jahr      | 1962 | 1968 | 1975 | 1982 | 1990 | 1999 | 2006 | 2018 |
| Einwohner | 270  | 292  | 273  | 273  | 261  | 260  | 299  | 366  |

## Persönlichkeiten
- Charles d’Albert, duc de Luynes (1578–1621), der Staatsmann verstarb in Longueville